# Lexington (South Carolina)
Lexington is een plaats (town) in de Amerikaanse staat South Carolina, en valt bestuurlijk gezien onder Lexington County.

## Demografie
Bij de volkstelling in 2000 werd het aantal inwoners vastgesteld op 9793.
In 2006 is het aantal inwoners door het United States Census Bureau geschat op 14.110, een stijging van 4317 (44.1%).

## Geografie
Volgens het United States Census Bureau beslaat de plaats een oppervlakte van
14,9 km², waarvan 14,7 km² land en 0,2 km² water. Lexington ligt op ongeveer 58 m boven zeeniveau.

## Plaatsen in de nabije omgeving
De onderstaande figuur toont nabijgelegen plaatsen in een straal van 12 km rond Lexington.